# Pierre de Lambert (évêque de Maurienne)
Pour les articles homonymes, voir Pierre de Lambert.
Pierre (de) Lambert, dit le jeune, mort le 6 mai 1591, est un ecclésiastique, évêque de Maurienne de la fin du XVIe siècle.

## Biographie

### Origines
Pierre de Lambert naît à Chambéry, au début du XVIe siècle, selon Angley, ancienne capitale du duché de Savoie. Il est issu d'une vieille famille de la bourgeoisie de Chambéry. Son père, Spectable Philibert Lambert, est receveur à la Chambre des comptes de Savoie, membre de la secrétairerie ducale (1437-1462),, permettant à la cette branche aînée d'être anoblie. L'oncle, Pierre, a été seigneur de La Croix, chevalier, ambassadeur, conseiller et président de la Chambre des Comptes.
Philibert Lambert avait épousé Philippine Lottier/Loctier, fille de Noble Thomas Loctier de Moûtiers. Parmi ses frères,, : son frère aîné, Pierre (dit Pietro Lamberti) (1533-1541), chanoine de Genève, puis évêque de Caserte ; Hector, conseiller d'Etat et capitaine du château de Chambéry et François, évêque de Nice (1549-1582).
Pierre devra son surnom le jeune pour le distinguer de son frère qui porte le même prénom. Le lien de parenté entre les deux frères est notamment donné dans l'épitaphe du mausolée de son frère.

Les armes de la famille Lambert se blasonne ainsi : d'argent au pal d'azur chargé d'une croix, d'or anglée de rayons de même.,

Sa famille est liée à celle des Milliet.

### Carrière ecclésiastique
Sa famille le destine à une carrière ecclésiastique. En 1535, il est chanoine de Genève, ville qui connait des troubles religions et le passage à la Réforme protestante. L'évêque Pierre de La Baume est chassé de la ville. Pierre de Lambert retourne à Chambéry, ayant perdu son bénéfice. Il est nommé doyen du chapitre de la Sainte-Chapelle de Chambéry, en 1565,. Le doyenné de Chambéry ayant liens avec l'abbaye de Paryerne, il faisait l'usage du titre d'abbé.
Le 21 novembre 1567, il est désigné pour devenir évêque de Maurienne,. Le chanoine Angley résume ainsi l'arrivée de Pierre de Lambert à la tête de l'évêché de Maurienne : « Le jour où le Cardinal de Ferrare résigna l'Evêché de Maurienne en faveur de Pierre de Lambert fut pour notre Diocèse un véritable jour de bonheur. Il y avait près de vingt-quatre ans qu'aucun Evêque n'y avait résidé [...] ».
Il fonde le Collège dit Lambertin en 1574,, qui se trouvait en face de l'Hôtel de l'Europe. L'entrée de l'édifice portait ses armoiries. Ses armes sont surmontées par les ciseaux de la Parque et le sablier. Il fonde également un couvent de Capucins aux Clappeys (St-Jean-de-Maurienne),.

### Mort et succession
Pierre de Lambert teste le 15 avril 1591. Il lègue notamment 4 000 écus d'or à la cathédrale ainsi que 4 000 écus au collège. Il fait également héritiers ses neveux.
Il meurt le 6 mai 1591,,. Son cénotaphe a été réalisé de son vivant. Il est situé dans le chœur, face au ciborium, de la cathédrale Saint-Jean-Baptiste. Il fait d'ailleurs inscrire en épitaphe :

« … Petrus de Lambert illustris Camberianus, Episcopus Maurianensis et Princeps, Petri ac Francisci pariter Lambertorum Ecclesiarum Casertensium et Nicientium Proesulum, agnatus et germanus frater … »

L'évêque Philibert François Milliet de Faverges est nommé pour le remplacer. À sa suite, le siège de la doyenné de Chambéry reste vacant.